# Róna József

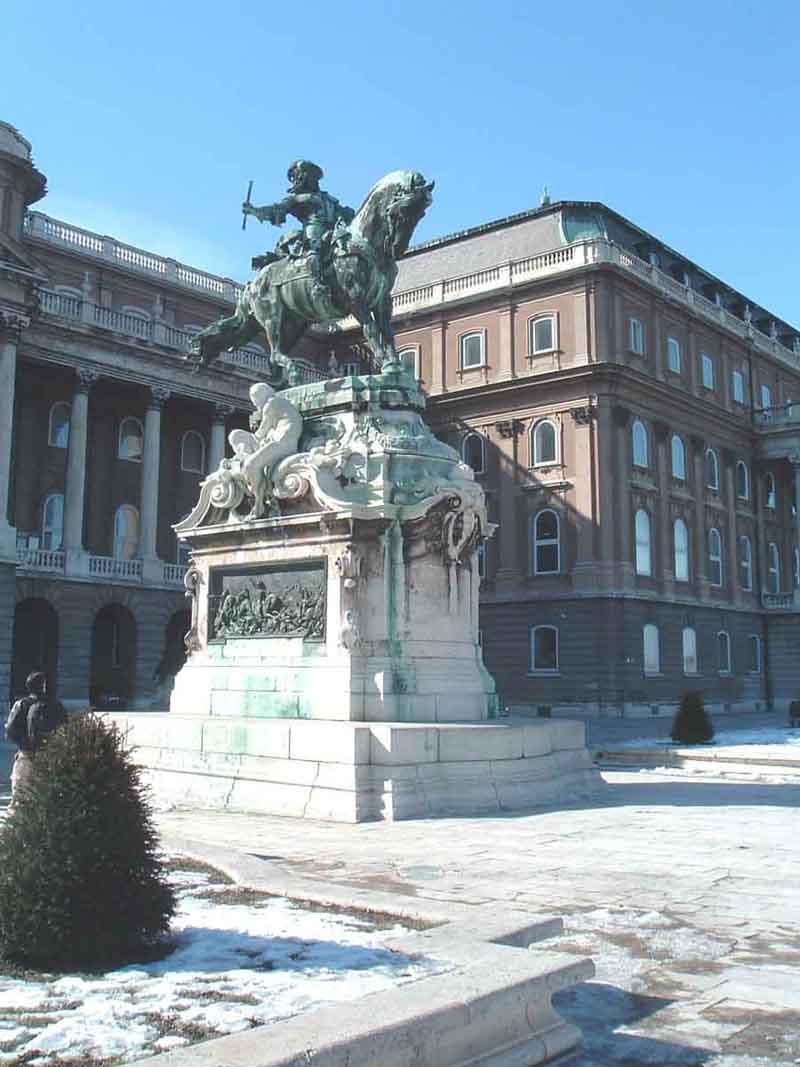
Savoyai Jenő lovasszobra a Budai Várban; Róna József alkotása.

Róna József, 1884-ig Rosner (Lovasberény, 1861. február 1. – Budapest, Erzsébetváros, 1939. december 31.) magyar szobrász. Főleg köztéri szobrokat, műemlékeket, nagyobb épületekre díszítő elemeket – szobrok, reliefek, épületszobrok – és bibliai, mitológiai témájú kisebb méretű szobrokat készített. Stílusát nagy szakmai felkészültség és alapvetően naturalista felfogás jellemzi.

## Életpályája

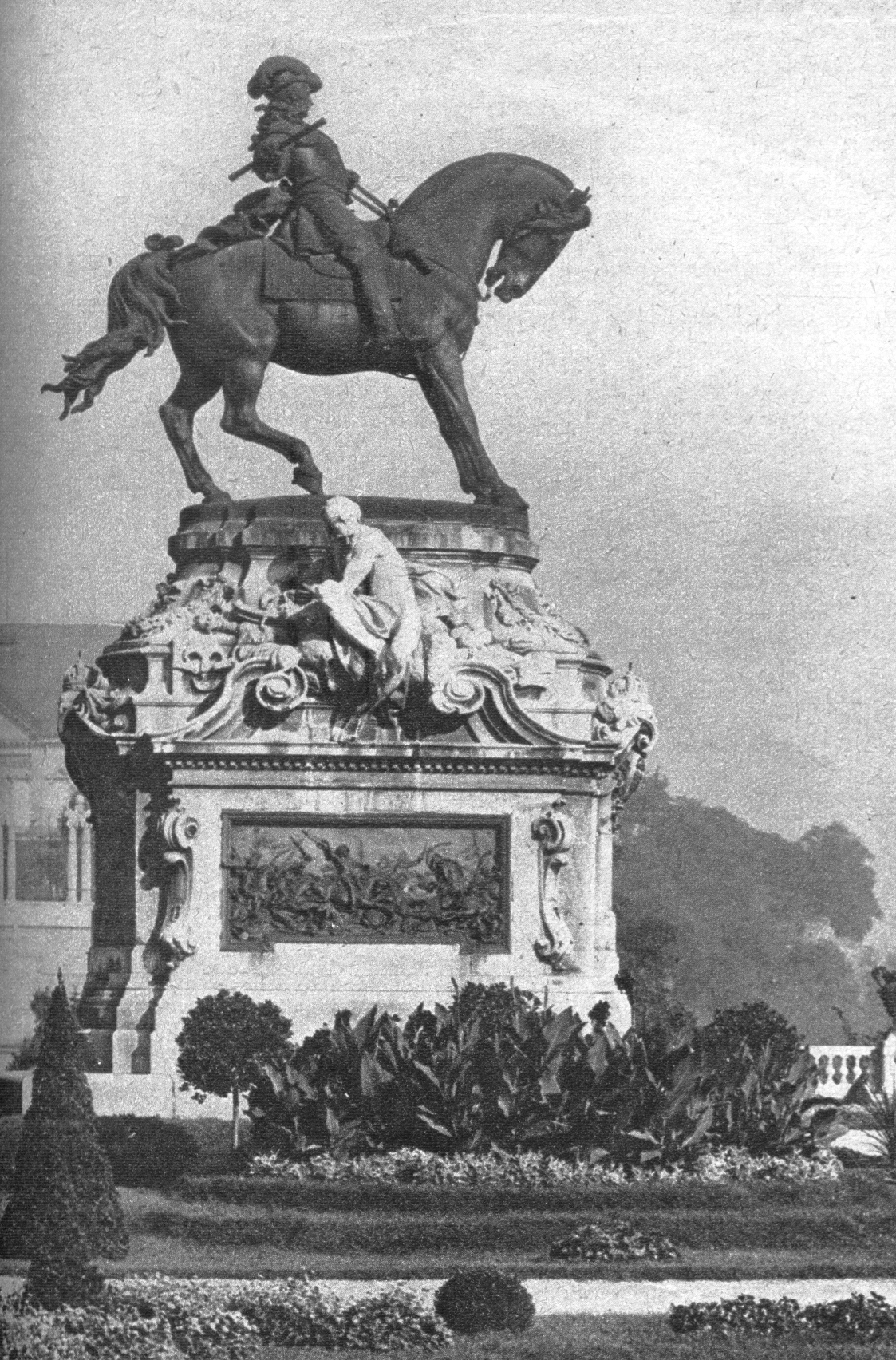
Savoyai Jenő szobra a Pesti Napló 1850-1930 ajándék albumából

Rosner Simon és Krausz Netti fia. Szegény családból származó asztalosinasként indult, de később elhivatottsága első állomásaként egy szobrászműteremben segédkezett, ahol alapvető tapasztalatokat szerzett. 1879-ben ösztöndíjas volt Bécsben. 1882-től három éven át Caspar von Zumbusch mesteriskolájában tanult. 1885-ben Berlinben római ösztöndíjat nyert az első nagyszabású szobrával. Megszorult faun című szobrára Rökk Szilárd-jutalmat, az Utolsó szerelem címűért pedig aranyérmet kapott (Antwerpen), Párizsban nagydíjat (Grand Prix) nyert. A legismertebb faszobráért, a József és Putifárné című alkotásért (1910, Magyar Nemzeti Galéria) elnyerte az állami nagy aranyérmet. A Benczúr Társaság tagja volt.  Legismertebb műve Savoyai Jenő lovas szobra Budapesten, a Várban. 1922-ben gyűjteményes kiállítása volt a Műcsarnokban. Szoboröntő-műhelyt tartott fenn Budapesten, ahol pl. a Millenniumi emlékmű egyes szobrai készültek. 1929-ben Budapesten jelent meg kétkötetes önéletrajza Egy magyar művész élete címen.

## Családja
Házastársa Keményffi Gizella (1869–1959) opera-énekesnő, énektanár volt, Vészi József író, újságíró sógornője. 1892. március 6-án Budapesten kötöttek házasságot.
Gyermekei:
- Róna Tibor (1893–?)
- Róna Ferike (1894–1978) szobrászművész, keramikus.[7]
- Róna Katalin (1897–1966), Frisch Vilmos építész felesége.
- Róna Erzsébet (1898–1987)

## Főbb művei
- Kossuth Lajos szobra (Szeged)
- Kossuth-szobor (Miskolc)
- Zrínyi Miklós szobra (Budapest)
- Erzsébet királyné szobra (Gödöllő)
- Szemere Bertalan (Miskolc)
- Savoyai Jenő lovas szobra (Budapest, Vár)
- Klapka György (Komárom)
- Megszorult faun
- Utolsó szerelem
- József és Putifárné

## Galéria

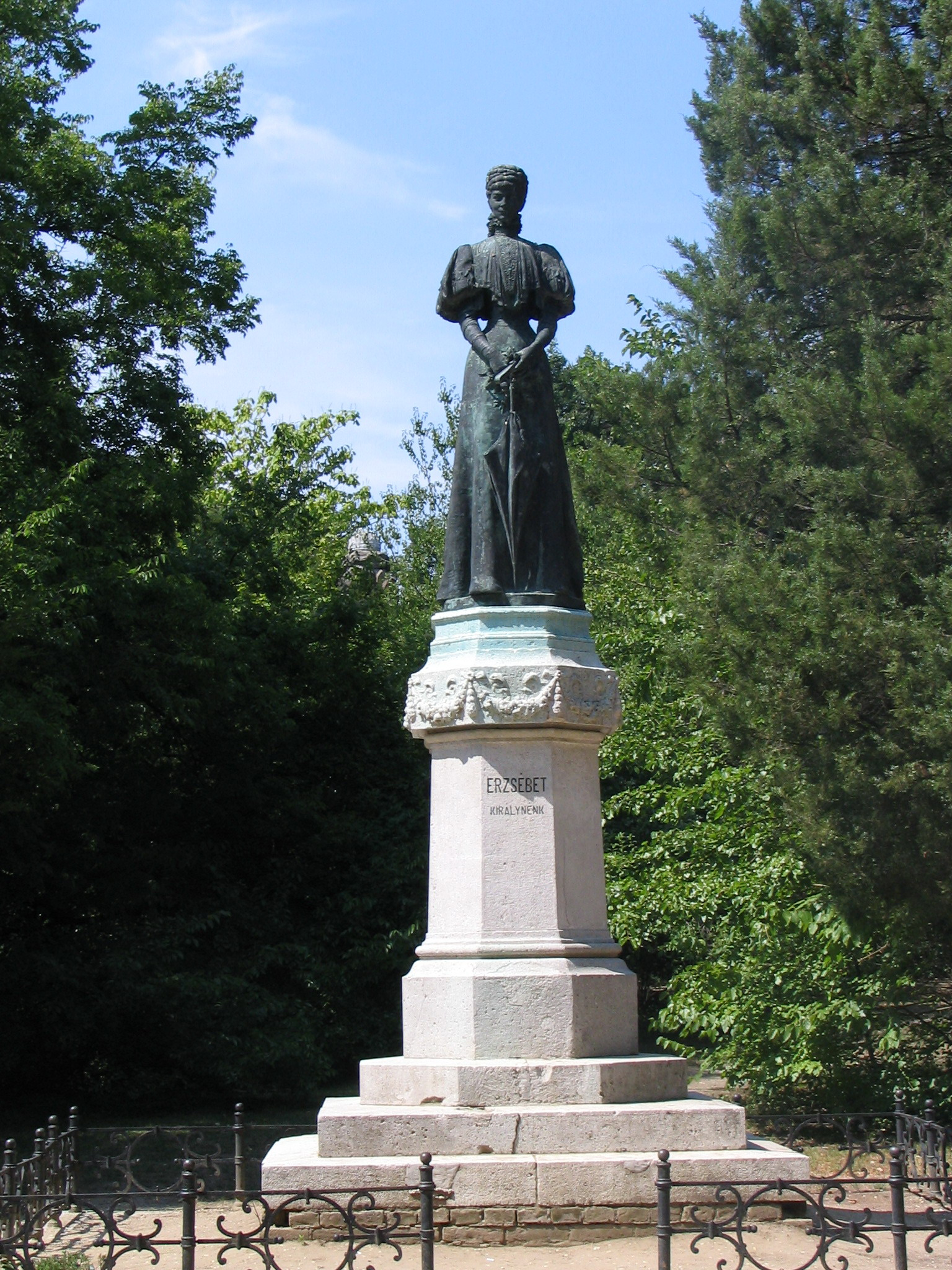
Gödöllő - Erzsébet királyné szobra (1901)
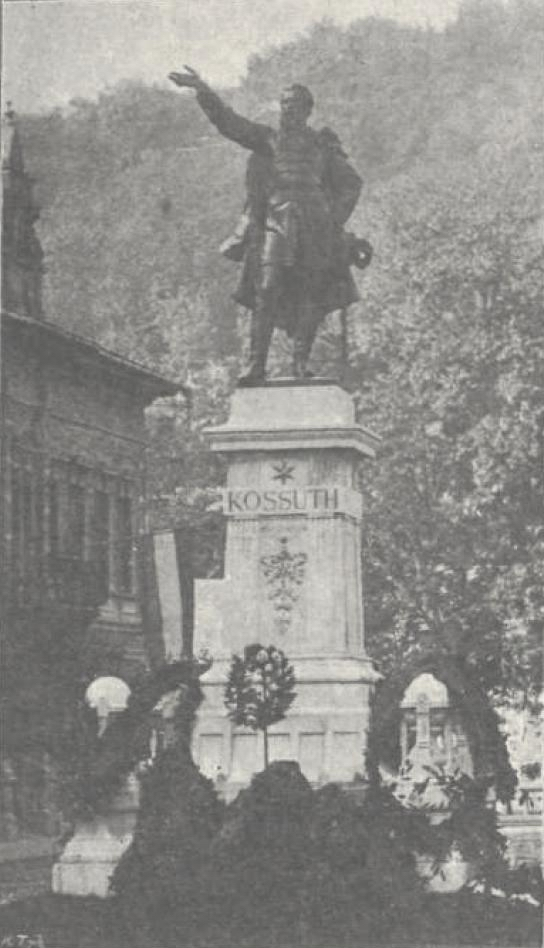
Miskolc - Magyarország első  egész alakos köztéri Kossuth-szobra
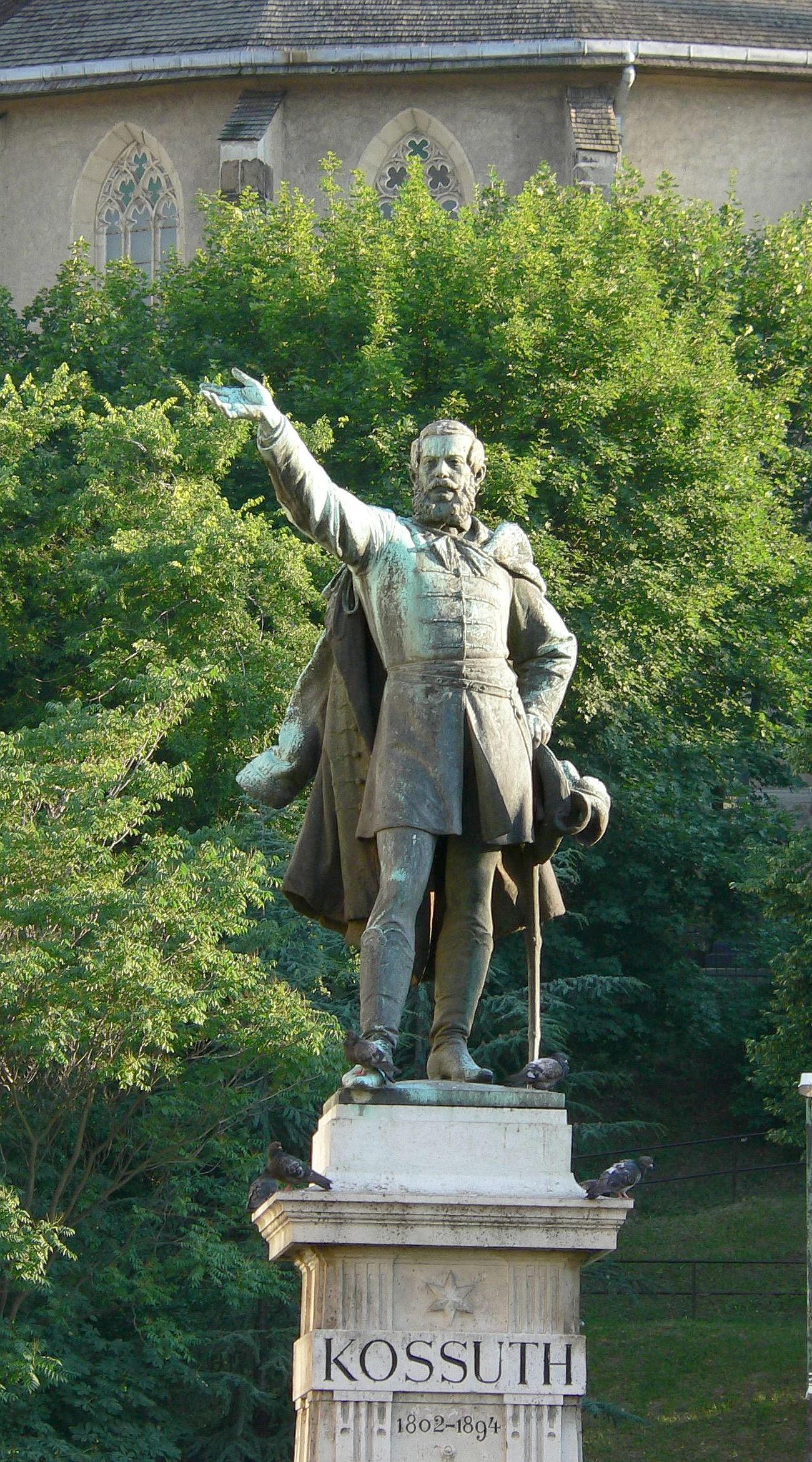
A miskolci Kossuth-szobor ma

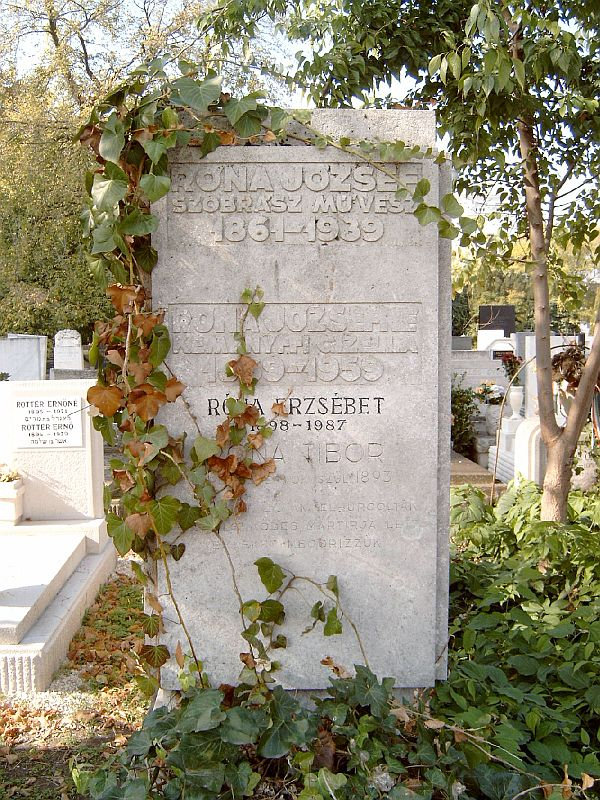
Róna József sírja

## Emlékezete
- Síremléke Budapest X. kerületében, a Kozma utcai temetőben található.